# مارتنس‌دیک
مارتنس‌دیک (به هلندی: Maartensdijk) یک منطقهٔ مسکونی در هلند است که در ده‌بیلت واقع شده‌است. مارتنس‌دیک ۵٬۲۸۰ نفر جمعیت دارد.